# 文月今日子
文月今日子（日语：／，1953年7月12日—），日本漫畫家。

## 經歷
愛媛縣出身，1973年以〈フリージアの恋〉出道。1985年將星雲賞得獎作品《綠色安魂曲》漫畫化。

## 作品
文月今日子目前有正式授權中文譯本的作品：
- 米蘭夢物語
- 幸福的結婚
- 浪漫薇奧拉
- 十字星之夢
- 夏日美夢
- 絲月光